# Notiophilus rufipes
Espèce
Notiophilus rufipes est une espèce d'insectes de l'ordre des coléoptères, de la famille des Carabidae.
En Europe, il est devenu très rare (dont en France et Belgique) (disparu ?) dans les forêts gérées et exploitées, et mieux conservé dans les forêts anciennes et non gérées.

On en a trouvé quelques individus hors des cœurs de forêts mixtes ou de feuillus (hêtraies), mais c'est une espèce considérée comme strictement forestière, et fortement dépendante de la litière forestière où elle se nourrit (principalement de collemboles selon les données disponibles).
N. rufipes pourrait être bioindicateur de forêts anciennes et de naturalité de la forêt ; en comparant les lieux d'observations, on a en effet constaté qu'il semblait absent des forêts gérées, et observé « dans les seuls peuplements non gérés ».

## Habitat et répartition
En Europe, cette espèce a été observée dans les forêts anciennes des pays suivants :
- Albanie,
- Autriche,
- Belgique,
- Bosnie-Herzégovine,
- Grande-Bretagne,
- Bulgarie,
- Corse,
- Croatie,
- République tchèque,
- Danemark,
- Estonie,
- France,
- Allemagne,
- Grèce,
- Hongrie,
- Italie,
- Kaliningrad,
- Liechtenstein,
- Luxembourg,
- Macédoine du Nord,
- Moldavie,
- Norvège,
- Pologne,
- Portugal,
- Russie (centre, nord et sud),
- Sardaigne,
- Sicile,
- Slovaquie,
- Slovénie,
- Espagne,
- Suède,
- Suisse,
- Pays-Bas
- Ukraine

.
Parfois (dont en France et en Espagne), il n'est plus présent que dans les forêts continentales, mais dans certains pays, il est observé jusque sur les littoraux.
Ce carabe, qui semble présent jusqu'à au moins 400 m d'altitude, dépend de deux milieux qui doivent coexister : couvert forestier ancien et strate herbacée.

L'ancienneté de la forêt est un paramètre important ; la plupart des observations de cette espèce sont faites dans des peuplements ayant dépassé l'âge d'exploitation des arbres (hêtraies de plus de 200 ans en Belgique, chênaies-hêtraies de 300 à 500 ans en Allemagne).
N. rufipes est considéré comme hygrophile, plus fréquent dans les marais, en forêts inondables, sur les berges des rivières voire sur des littoraux, mais on en connait quelques populations (ex : Calabre) établies dans des forêts sclérophylles.
N. rufipes est trouvé dans des peuplements mixtes (feuillus-résineux), mais alors sous les feuillus.
On a pu confirmer qu'il était inféodé aux litières et bois morts protégés par une canopée dense et fermée, car après le passage de l'ouragan Lothar (1999), ses populations se sont effondrées (de 87 %) dans les grands chablis créés par la tempête.
Il semble néanmoins assez mobile le long de gradient allant de la forêt dense aux îlots boisés ruraux ou parfois urbains (autour de Bruxelles par exemple où il est même plus fréquent dans les parcs urbains qu'en zone suburbaine).

## Comportement
C'est une espèce diurne et grégaire, formant des groupes parfois importants mais sans interactions apparentes entre les individus au sein du groupe.

## Phénologie
En Belgique et dans le Nord-Est de la France, l'adulte manifeste une activité plutôt précoce dans l'année, jusqu'en été.

Au printemps, il s'abrite volontiers dans ou sous les bois morts alors qu'en été il s'abrite et se nourrit plutôt dans la strate herbacée. C'est le moment où on peut le voir plus facilement dans des milieux plus ouverts.